# Cintamekar
Cintamekar is een bestuurslaag in het regentschap Subang van de provincie West-Java, Indonesië. Cintamekar telt 2347 inwoners (volkstelling 2010).